# Cantón de Florange
El cantón de Florange era una división administrativa francesa, que estaba situada en el departamento de Mosela y la región de Lorena.

## Composición
El cantón estaba formado por dos comunas:
- Florange
- Uckange

## Supresión del cantón de Florange
En aplicación del Decreto n.º 2014-183 de 18 de febrero de 2014,el cantón de Florange fue suprimido el 22 de marzo de 2015 y sus 2 comunas pasaron a formar parte del nuevo cantón de Fameck.